# 朝見力弥
朝見 力弥（あさみ りきや、1986年2月24日 - ）は、日本のラグビー選手。

## プロフィール
- 埼玉県出身[1]。
- ポジションはウィング(WTB)。
- 身長 171cm、体重 80kg
- ニックネームはアサミ。
- 関東代表に選ばれたことがある[2]。

## 略歴
16歳からラグビーを始めた。
2004年、正智深谷高校卒業後、関東学院大学に入る。
2008年、関東学院大学卒業後、三洋電機ワイルドナイツに加入。同年12月13日に行われたジャパンラグビートップリーグ第9節の横河武蔵野アトラスターズ戦にて途中出場で公式戦初出場を果たす。
2012年、豊田自動織機シャトルズに加入。
2017年、豊田自動織機シャトルズを退団した。